# Sitio de Odawara (1561)
El Asedio de Odawara de 1561 fue el primero de varios asedios durante el período Sengoku de la historia de Japón que se llevarían a cabo en el castillo principal del clan Hōjō tardío.
Durante el año de 1561 Uesugi Kenshin se encontraba en el punto más alto de su campaña en contra del clan Hōjō y había capturado varios de sus castillos. Durante este mismo año asedió el castillo Odawara en la Provincia de Sagami. Las tropas de Kenshin pudieron penetrar en las defensas y quemaron el pueblo-castillo. El castillo permaneció sin conquistar y Kenshin se retiró a los dos meses de haber comenzado el asedio como resultado de la escasez de provisiones y la reaparición de Takeda Shingen, un enemigo legendario que amenazaba sus territorios, con lo que concluyó el primero de los tres asedios que se llevarían a cabo en este escenario.